# Mauro Zárate
Mauro Zárate (ur. 18 marca 1987 w Haedo) – argentyński piłkarz występujący na pozycji napastnika w argentyńskim klubie Club Atlético Platense. Były młodzieżowy reprezentant Argentyny.
Ze względu na pochodzenie ojca posiada również obywatelstwo chilijskie. Jego starsi bracia Sergio, Ariel i Rolando również byli piłkarzami.

## Kariera
Zárate zadebiutował w lidze argentyńskiej w barwach Vélez Sársfield 21 kwietnia 2004 roku w meczu przeciwko Arsenal Sarandí Buenos Aires. W 2006 roku z 12 bramkami na koncie został razem z Rodrigo Palacio królem strzelców Apertury. 18 czerwca 2007 roku przeszedł do katarskiego Al-Sadd. Suma transferu wyniosła ponad 20 milionów dolarów. W 21 stycznia 2008 roku został wypożyczony do angielskiego Birmingham City, a 5 lipca na tej samej zasadzie trafił do S.S. Lazio. Dla Lazio w 35 meczach Serie A sezonu 2008/2009 strzelił 13 goli. 8 czerwca 2009 działacze klubu wykupili go z Al-Sadd na stałe za 21 milionów euro. 31 sierpnia 2011 został wypożyczony na rok do Interu Mediolan. W lipcu 2013 roku powrócił do Vélez Sársfield.
W 2007 roku zwyciężył z reprezentacją Argentyny w Mistrzostwach Świata do lat 20 odbywających się w Kanadzie. W finałowym meczu z Czechami zdobył gola.